# 塔拉万
塔拉万，是西班牙埃斯特雷马杜拉卡塞雷斯省的一个市镇。总面积99平方公里，2001年普查人口總數為955人，人口密度為每平方公里10人。